# Aeroporto di Budapest-Ferihegy
L'Aeroporto di Budapest-Ferihegy (IATA: BUD, ICAO: LHBP) commercialmente noto come Aeroporto Internazionale Budapest-Ferenc Liszt (in ungherese: Budapest Liszt Ferenc Nemzetközi Repülőtér) dopo l'intitolazione al musicista Ferenc Liszt, è l'aeroporto principale dell'Ungheria, è collocato a 16 km a est-sud est dal centro di Budapest. Nel corso del 2007 l'aeroporto ha avuto un traffico di circa 8,6 milioni di passeggeri. L'aeroporto offre collegamenti, oltre che con le principali città d'Europa, anche con Medio Oriente, Asia e Nord America. Il nome ufficiale con il quale è noto internazionalmente lo scalo è stato modificato nel marzo 2011 dal Parlamento ungherese ed è in corso la revisione degli elenchi ICAO internazionali, che riportano ancora il nome precedente.
Lo scalo è stato hub per Malév sino al suo improvviso fallimento, avvenuto il 3 febbraio 2012 ed è la base per la compagnia low-cost ungherese Wizz Air (una delle più attive dell'Est Europa) e per la compagnia Travel Service.

## Terminal
L'aeroporto ha tre terminal: 1, 2A e 2B, più una zona dedicata all'aviazione generale. Attualmente è in costruzione un'area dedicata ai voli cargo.

### Terminal 1
Questo terminal, il più vecchio, è stato riaperto dopo una ristrutturazione nel 2005 ma è stato chiuso temporaneamente nel 2012.

### Terminal 2A

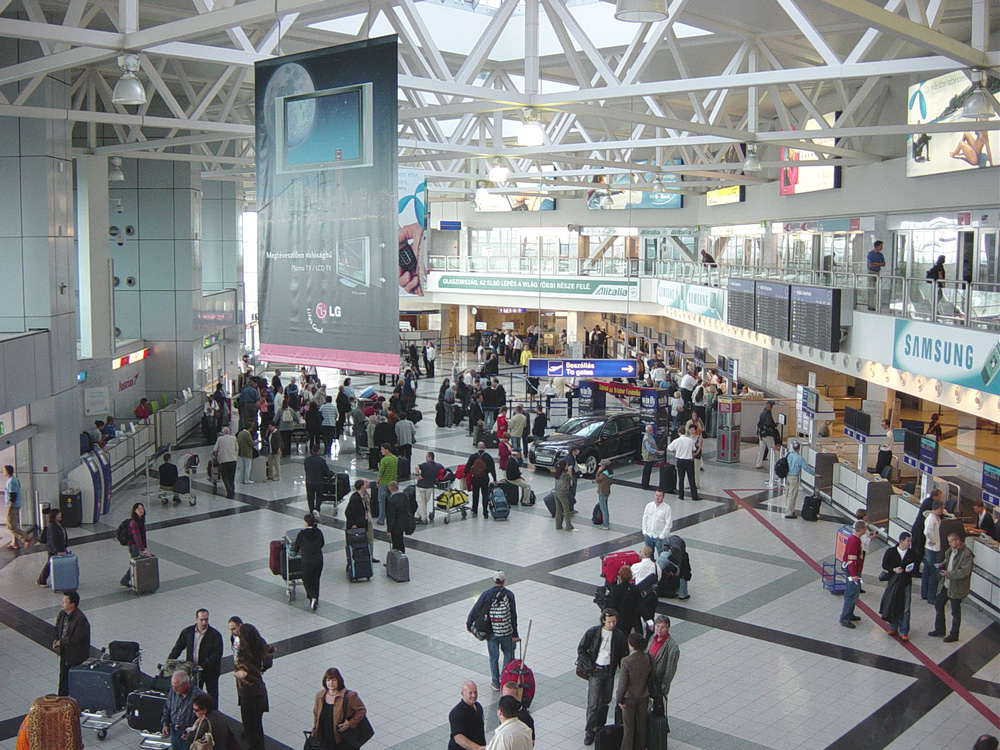
Area Check In del terminal 2.

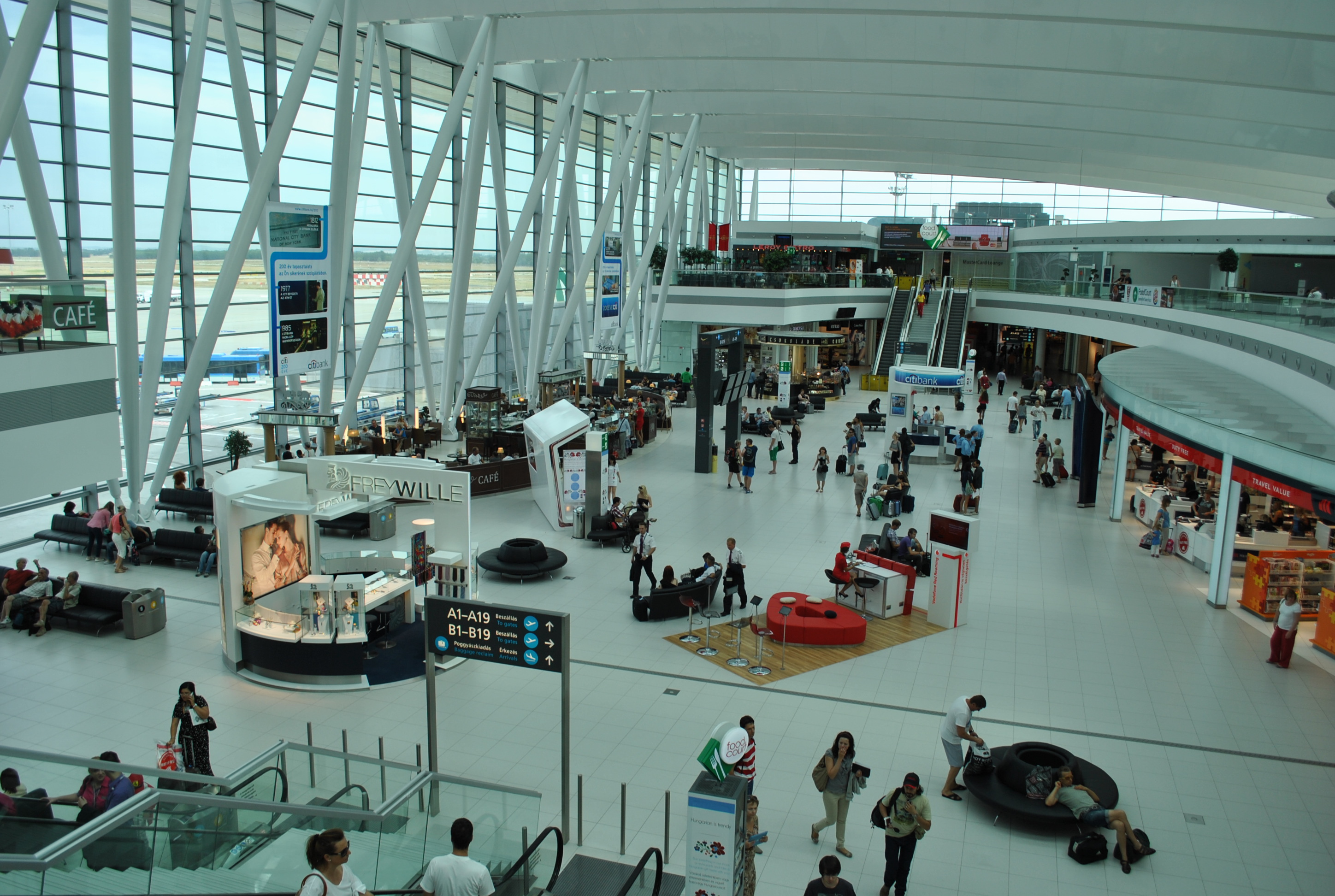
Area partenze del Terminal 2.

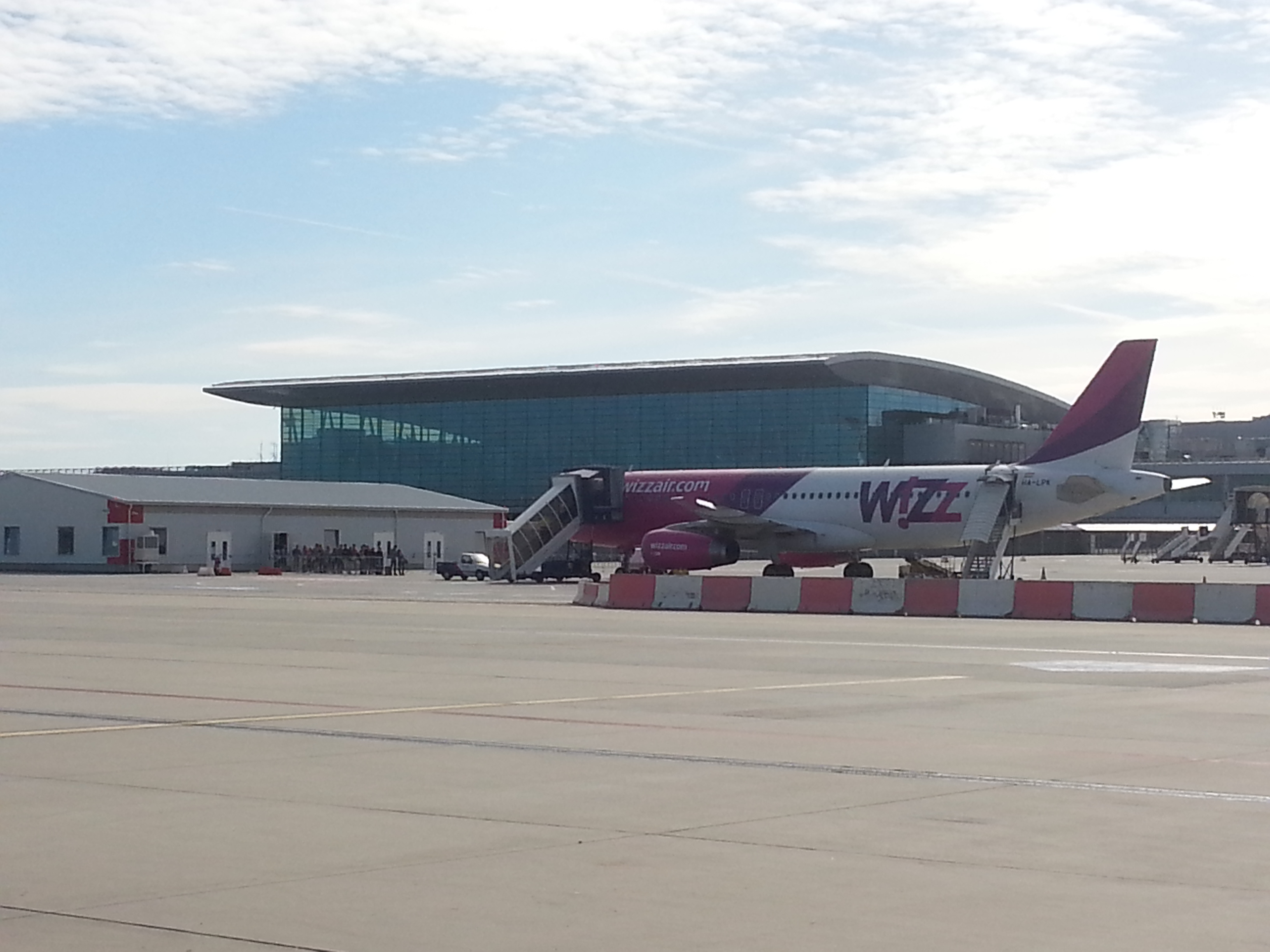
Un gate del Terminal 2 per le compagnie low cost.

Il terminal 2 fu aperto nel 1985, e solo nel 1998 fu ribattezzato terminal 2A. Venne progettato per i voli della compagnia di bandiera ungherese Malév, ma da marzo 2008 ospita tutti i voli dell'area Schengen delle compagnie non low cost.

### Terminal 2B
Questo terminal, aperto a dicembre 1998, sebbene sia connesso con il terminal A, forma una struttura a sé stante. Ospita i voli non-Schengen e tutti i voli low cost. Il terminal 2B è collegato al 2A tramite una zona di servizi ai passeggeri e di negozi, chiamata SkyCourt.

## Collegamenti con la città
Dal 2007 un collegamento ferroviario dedicato collega la stazione Nyugati pályaudvar al terminal 1 dell'aeroporto.
Il collegamento tra l'aeroporto e il centro di Budapest è assicurato da un pullman navetta, il bus 200E, che raggiunge il capolinea Kőbánya-Kispest della linea M3 della metropolitana.
È stata anche creata la navetta bus veloce 100E che dal terminal dell'aeroporto fa capolinea nella centralissima "Deak Ferenc tér".